# Ulrich Kampffmeyer
 (août 2025).
La mise en forme du texte ne suit pas les recommandations de Wikipédia : il faut le « wikifier ».
Les points d'amélioration suivants sont les cas les plus fréquents. Le détail des points à revoir est peut-être précisé sur la page de discussion.
- Les titres sont pré-formatés par le logiciel. Ils ne sont ni en capitales, ni en gras.
- Le texte ne doit pas être écrit en capitales (les noms de famille non plus), ni en gras, ni en italique, ni en « petit »…
- Le gras n'est utilisé que pour surligner le titre de l'article dans l'introduction, une seule fois.
- L'italique est rarement utilisé : mots en langue étrangère, titres d'œuvres, noms de bateaux, etc.
- Les citations ne sont pas en italique mais en corps de texte normal. Elles sont entourées par des guillemets français : « et ».
- Les listes à puces sont à éviter, des paragraphes rédigés étant largement préférés. Les tableaux sont à réserver à la présentation de données structurées (résultats, etc.).
- Les appels de note de bas de page (petits chiffres en exposant, introduits par l'outil «  Source ») sont à placer entre la fin de phrase et le point final[comme ça].
- Les liens internes (vers d'autres articles de Wikipédia) sont à choisir avec parcimonie. Créez des liens vers des articles approfondissant le sujet. Les termes génériques sans rapport avec le sujet sont à éviter, ainsi que les répétitions de liens vers un même terme.
- Les liens externes sont à placer uniquement dans une section « Liens externes », à la fin de l'article. Ces liens sont à choisir avec parcimonie suivant les règles définies. Si un lien sert de source à l'article, son insertion dans le texte est à faire par les notes de bas de page.
- La présentation des références doit suivre les conventions bibliographiques. Il est recommandé d'utiliser les modèles {{Ouvrage}}, {{Chapitre}}, {{Article}}, {{Lien web}} et/ou {{Bibliographie}}. Le mode d'édition visuel peut mettre en forme automatiquement les références.
- Insérer une infobox (cadre d'informations à droite) n'est pas obligatoire pour parachever la mise en page.

Pour une aide détaillée, merci de consulter Aide:Wikification.
Si vous pensez que ces points ont été résolus, vous pouvez retirer ce bandeau et améliorer la mise en forme d'un autre article.
Ulrich Kampffmeyer, né le 12 avril 1952 à Hamelin, est un spécialiste allemand de la gestion de l'information et pionnier dans le domaine de l'archivage électronique, du records management et de la gestion de contenu d'entreprise. Après des études de préhistoire et d'informatique à Göttingen il obtient le Magister Artium en 1978 et un doctorat Dr. phil. en 1988 consacré à la néolithisation du nord-ouest de l'Allemagne et des méthodes assistées par ordinateur dans la recherche sur la préhistoire et la protohistoire. Pendant qu'il enseignait à l'université de Kiel, il a obtenu en 1982 un diplôme en préhistoire avec une spécialisation en sciences de l'information.,
Au début des années 1980, il s'oriente vers le développement de solutions en gestion électronique des documents, le traitement numérique des images et les systèmes experts électroniques. En 1992, il fonde Project Consult Unternehmensberatung à Hambourg, spécialisée dans le conseil stratégique et la mise en œuvre de projets de numérisation. Il joue un rôle clé dans l'élaboration de standards et de codes de bonnes pratiques professionnels avec l'association mondiale pour la gestion intelligente de l'information, AIIM international (États-Unis), l'organisation de la Commission européenne, DLM Forum (Bruxelles), et l'association pour les systèmes d'organisation et d'information, VOI (Allemagne).
Kampffmeyer publie plusieurs ouvrages spécialisés influents sur la gestion électronique de l'information et l'archivage numérique.,

## Publications
Sélection de publications importantes d'Ulrich Kampffmeyer:  
- Untersuchungen zur rechnergestützten Klassifikation der Form von Keramik (Recherches sur la classification assistée par ordinateur de la forme des céramiques). Lang, Francfort-sur-le-Main, 1988, ISBN 3-8204-0228-5.[7]
- Grundlagen des Dokumenten-Managements (Principes fondamentaux de la gestion des documents). Springer/Gabler, Heidelberg, 1997, ISBN 978-3-409-87940-8.[8]
- Grundsätze der elektronischen Archivierung (Principes de l'archivage électronique). VOI Kompendium 3, VOI Verlag, Darmstadt, 1997, ISBN 978-3-9806756-0-4.[9]
- Dokumentenmanagement. Grundlagen und Zukunft (Gestion des documents. Principes fondamentaux et avenir). Project Consult Verlag, Hambourg, 1999, ISBN 978-3-9806756-0-4.[10]
- Grundsätze der Verfahrensdokumentation nach GoBS (Principes de la documentation des procédures pour le respect des exigences légales en matière d'archivage selon les principes GoBS). VOI Kompendium 4, VOI-Verlag, Darmstadt, 1999, ISBN 3-932898-04-4.[11]
- Revisionssichere Archivierung - was ist das überhaupt? (Archivage à l'épreuve des audits : qu'est-ce que c'est ?). Handelsblatt / DoQ / Project Consult, Munich / Hambourg, 2002, ISSN 0172-8412.[12]
- Dokumenten-Technologien: Wohin geht die Reise? (Technologies de documents électronique - où allons-nous ?). Project Consult Verlag, Hambourg, 2003, ISBN 3-9806756-4-5.[13]
- ECM Enterprise Content Management (ECM Gestion de contenu d'entreprise). Project Consult Verlag, Hambourg, 2006, ISBN 3-936534-09-8, en français, anglais, allemand[14]
- Dokumentenmanagement in der Verwaltung. Einführung des elektronischen Dokumentenmanagement in der öffentlichen Verwaltung (Gestion des documents dans l'administration. Introduction de la gestion électronique des documents et des archives dans l'administration publique). Deux articles dans M. WInd & D. Kröger, Handbuch IT in der Verwaltung. Springer, Berlin/Heidelberg, 2006, ISBN 978-3-540-21879-1.[15]
- MoReq2 – Model Requirement for the Management of Electronic Records (MoReq2 – Modèle d'exigences pour la gestion des dossiers électroniques). Coéditeur, Commission Européenne, DLM Forum, Bruxelles, 2008, ISBN 978-92-79-09772-0.[16]
- Elektronische Archivierung & Digital Preservation (Archivage électronique et préservation numérique). VdW Verband der Wirtschaftsarchivarinnen und Wirtschaftsarchivare, Tagungsband Potsdam, 2009, dans PROJECT CONSULT Newsletter 2009, ISSN 1439-0809.[17]
- Records Management: Prinzipien, Standards & Trends (Gestion des dossiers et archives : principes, normes et tendances). Project Consult Verlag, Hambourg, 2012, dans PROJECT CONSULT Newsletter 2012, ISSN 1439-0809.[18]
- Intelligent Information Management (Gestion intelligente de l'information). Project Consult Verlag, Hambourg, 2017, in PROJECT CONSULT Newsletter 2017, ISSN 1439-0809.[19]
- Information Governance - A Primer (Gouvernance de l'information - Introduction). Project Consult Verlag, Hambourg, 2023.[20]